# Панагюрище
Панагю̀рище е град в Централна България, административен център на община Панагюрище, област Пазарджик.
По данни на ГРАО към 15 септември 2023 г. в града живеят 16 255 души по настоящ адрес и 17 511 души по постоянен адрес.

## География
Град Панагюрище се намира в планински район. Той лежи в Същинска Средна гора. На север от него близо до курорта Панагюрски колонии се намира връх Братия (1519 m н.в.). През града тече река Панагюрска Луда Яна, която след село Попинци се съединява с река Стрелчанска Луда Яна и така се образува река Луда Яна. Гара Панагюрище е последната гара по жп линията Пловдив – Панагюрище. През града минава шосе 37 от републиканската пътна мрежа, което свързва Доспат (в Родопите) през Златишки проход в (Стара планина) с главен път А2 – магистрала Хемус (при село Джурово, община Правец). Панагюрище е административен център на община Панагюрище, в състава на която влизат още 9 селища. Съседни населени места са: курортното селище Панагюрски колонии (15 km на север), село Оборище (10 km на запад), село Баня (11 km първо на юг и след това на запад), село Бъта (8 km на юг) и град Стрелча (12 km на изток).
Панагюрище се намира на 43 km северно от областния град Пазарджик.
В землището на град Панагюрище се намира и село Панагюрски колонии, което няма собствено землище.

## История
В околностите на града има десетки тракийски могили. В една от тях – могилата „Мрамор“, е разкрито погребение на тракийски вожд. Недалеч от нея през 1949 г. е открито световноизвестното днес Панагюрско съкровище, датирано от IV – III в. пр.н.е. Съкровището е намерено случайно от братята тухлари Павел, Петко и Михаил Дейкови, докато копаели земята за глина. Изработено е от чисто злато и тежи 6,164 kg. Копия на деветте уникални съда са изложени в Историческия музей в града, а оригиналите обикалят музеите по света и в България.
Удобното местоположение, природата и благоприятният климат в района са привличали хората в този край и през Средновековието. Запазени са руините на българските крепости Красен и Душковченин.
Основаването на Панагюрище се свързва с драматичните времена след османското нашествие. Името идва от „панагюр“ – (от гръцки: πανηγυρι, панаир), тъй като на брега на р. Луда Яна в ония години е имало малък панаир. По-късно пазарът се премества на мястото, където сега се намира град Пазарджик.
Вълна заселници идва от Македония (Дебърско, Прилепско, Костурско и др.) през 16 век. В подробен регистър на джелепкешаните от 1576 година са отбелязани 16 джелепкешани в село „Панагюрище, с друго име Отлук“'.
Дълго време отделните махали са враждували помежду си и с течение на времето селището се събира по бреговете на Луда Яна и притоците ѝ.
Днес най-яркото доказателство за това заселване е смесеният говор на населението, притежаващ множество източнобългарски и западнобългарски черти. Градът се намира на така наречената ятова граница.
В началото на XIX в. Панагюрище достига значителен икономически и духовен разцвет. Тук се развиват редица занаяти, свързани с добре развитото скотовъдство: джелепството – търговия с добитък, абаджийството – производство на аби от домашен шаяк, мутафчийство – изработване на изделия от животинска козина, табачество – обработка на кожи, обущарство, а също така и златарство, което впоследствие прави града известен с Панагюрската златна школа. В различните занаяти работели над 2500 майстори, калфи и чираци. В двора на Историческия музей зад стъклени витрини могат и днес да се видят възстановки на тези традиционни занаяти. Според свидетелства на посетили града през 1861 г. американски мисионери, той има 12 500 жители българи, които поддържат голямо училище.
Икономическият и духовен подем помага идеята за национално освобождение да бъде горещо приета в Панагюрище. През есента на 1870 г. Васил Левски тук основава революционен комитет, като събранието е в къщата на Иван Духовников, запазена и до днес в двора на Историческия музей. В историческата местност „Оборище“ на 14 април 1876 г. се е състояло първото българско Велико народно събрание. „Оборище“ се намира на 8 km западно от Панагюрище. Тук може да се види издигнатият през 1928 г. паметник в чест на събранието. Мястото е красиво, а наоколо има хижи.
През 1876 г. Панагюрище става център на 4-ти революционен окръг и главен град на Априлското въстание. При потушаването на въстанието градът е опожарен и напълно унищожен от башибозука. След Освобождението е построен с вече нови сгради. Това е причината гр. Панагюрище да не разполага с много възрожденски къщи (за разлика от Копривщица).
През март 1923 г. край Панагюрище става голямо наводнение след като река Луда Яна приижда и залива околността.
През 1977 г. става общински център.

## Религии
Населението в своята цялост изповядва единствено християнството, като източноправославието е преобладаващо, такива са и повечето черкви. В града има и една конгрешанска църква, част от Съюза на евангелските съборни църкви. Силно толстоистко средище до 1944 г.
В околностите на града са разположени и няколко православни параклиса.
Мюсюлманите не са представени сред коренното население, тъй като по време на османската власт градът е бил забранен за тях. За това допринасят два факта: през времето на еничарите градът е бил длъжен да дава т.нар. кръвен данък, което е давало привилегията да не бъде населяван с турци. По-късно българското население е трябвало да охранява проходите през Средна гора, което е давало същата привилегия.

## Население
Численост на населението според преброяванията през годините:
| \| Година на преброяване \| Численост \| \| --------------------- \| --------- \| \| 1934 \| 10 198 \| \| 1946 \| 12 014 \| \| 1956 \| 14 000 \| \| 1965 \| 18 315 \| \| 1975 \| 20 634 \| \| 1985 \| 22 011 \| \| 1992 \| 21 131 \| \| 2001 \| 19 994 \| \| 2011 \| 17 584 \| \| 2021 \| 16 553 \| |           |
| Година на преброяване | Численост |
| 1934 | 10 198    |
| 1946 | 12 014    |
| 1956 | 14 000    |
| 1965 | 18 315    |
| 1975 | 20 634    |
| 1985 | 22 011    |
| 1992 | 21 131    |
| 2001 | 19 994    |
| 2011 | 17 584    |
| 2021 | 16 553    |

### Етнически състав

#### Преброяване на населението през 2011 г.
Численост и дял на етническите групи според преброяването на населението през 2011 г.:
|                     | Численост | Дял (в %) |
| Общо                | 17 584    | 100       |
| Българи             | 16 318    | 92,80     |
| Турци               | 4         | 0,02      |
| Цигани              | 60        | 0,34      |
| Други               | 15        | 0.08      |
| Не се самоопределят | 276       | 1,56      |
| Неотговорили        | 911       | 5,18      |

## Икономика
Основни предприятия в града са: Асарел-Медет АД, Оптикоелектрон Груп АД, Оптикс АД, 
Micro View, MOE - Micro Optix Europe и други микро предприятия за оптика, предприятие за производство на пластмасови изделия „Бунай“, текстилните фабрики „Яна“ – производство на памучни хавлиени изделия. 
АСТРОИДА ООД - машиностроително предприятие за механична обработка и монтаж.
"Фаиър" ООД е модерно оборудвано предприятие, проспериращо в машиностроенето, металообработването и конструирането на стабилни и качествени метални конструкции, както и тяхната поддръжка и ремонт. „ИНА“ ЕООД – биологично земеделие и производство на етерични масла.
Градът е последна гара на жп линията Пловдив – Панагюрище.

## Обществени институции
- Община Панагюрище
- Народно читалище „Виделина“

## Културни и природни забележителности
Къщата музей „Райна Княгиня“ е родната къща на Райна Княгиня (1856 – 1917), българската учителка и революционерка, ушила въстаническото знаме за Априлското въстание. В двора са погребани костите на героинята. Музеят е част от Стоте национални туристически обекта на Български туристически съюз; (9:00 – 17:00); има печат.
Историческата местност „Оборище“ се намира на около 8 km северозападно от града. Тук на 14 април 1876 г. е свикано събрание, на което се взима решение за провъзгласяването на Априлското въстание. Местността е част от Стоте национални туристически обекта на Български туристически съюз; отворен е целогодишно; има асфалтов път; печатът е в хижа Оборище.
На 2 май 2006 г. е открит паметник на Райна Княгиня в Панагюрище.

### Театри
Градът разполага със сграда за театър, без постоянна трупа. Представления се организират с гостуващи групи.

### Музеи
В Историческия музей е представена експозиция, посветена на Априлското въстание, с оригинални реликви, свързани с героичната епопея от април 1876 г. В двора на музея е показана реконструкция на възрожденска занаятчийска улица, където с автентични експонати и фигури на майсторите-занаятчии са отразени главните занаяти, свързани с подготовката на въстанието. В основната сграда на историческия музей е експонирана богата колекция от огнестрелно и хладно оръжие от 18 – 19 век, използвано по време на Априлското въстание. Акцент в експозицията е и представената възстановка на облеклото на панагюрските въстаници.
В една от залите на музея е изложен макет на панагюрското златно съкровище с размери 2:1, придружено с беседа.
Градът разполага и с природонаучен музей с постоянна експозиция на препарирани животни. Тук може да се види ценна колекция на ловни трофеи от Етиопия, донесени от Никола Делирадев, както и препарирани торсове и глави на африкански антилопи, подарени от Христо Щърбанов.
По време на Априлското въстание Панагюрище е опожарено почти до основи. Остават само няколко сгради, една от които е Тутевата къща. В нея на 20 април 1876 г. е обявено Априлското въстание. Днес домът на Иван Тутев е музей и пази гостната стая, където са отседнали апостолите и е писано възванието към българския народ. Тук е и карловското знаме, с което е било възвестено началото на въстанието.
Друг музей е родната къща на Райна Попгеоргиева. Била е само на 20 г., когато Бенковски ѝ предлага да ушие байрака на въстаниците и тя извезла със сърма лъва и огнения девиз „Свобода или смърт!“. В двора на къщата е паметникът на Райна Княгиня и гробът на нейния баща, отец Георги Футеков, убит жестоко от турците. Една от последните крепости на въстанието е Дудековата къща. В нея при нахлуването на турските войски и башибозуците са се крили десетки жени, деца и старци. Сградата е с впечатляваща архитектура и днес е в отлично състояние, като един от най-интересните експонати е касата на Осман Пазвантоглу, виден управник, който по време на турските размирици отцепва областта като свое владение.
Любопитна е и Лековата къща, която също е била посещавана от Апостола. Сградата е ценна и заради изключителната стенописна украса отвътре и отвън, изпълнена през 1873 г. от местния майстор Иван Зографов. В Панагюрище е и родният дом на известния наш историк, общественик и държавник Марин Дринов.
На историческия хълм Маньово бърдо, където на 30 април 1876 г. са се водили кръвопролитните сражения по време на въстанието, сега се намира Мемориалният комплекс „Априлци". В подножието му е най-старата панагюрска църква – „Св. Теодор Тирон", строена в средата на XVI в. Тя е в ремонт и в процес на превод на гръцките надписи на български, но за посетители е отворена съседната „Въведение Богородично“, уникална със стенописите си, довършена през 1823 г. Кубетата на тази църква са покрити със злато.
Катедралният храм на Панагюрище е църквата „Свети Георги“ в самия център, на метри от музейния ансамбъл и площадчето с другия паметник на Райна Княгиня, издигнат в чест на юбилея на Априлското въстание. Навремето храмът е бил импозантна възрожденска постройка, но след опожаряването по време на въстанието са останали само зидовете ѝ. Възстановена е през 1880 г. Камбаните ѝ са отливани в Русия и подарени от Марин Дринов.

## Побратимени градове
- Жодино (Беларус)[12]
- Пятигорск (Русия)[13]

## Редовни събития
- Празникът на града се отбелязва на 2 май, годишнината от избухването на Априлското въстание (стар стил 20 април).
- Годишният пазар се провежда на Разпети петък.

## Спорт
- ФК „Оборище“
- ХК Панагюрище
- БК Панагюрище
- Волейболен клуб „Пан волей“
- Спортен клуб „Железни братя“

## Известни личности
- Атанас Шопов (1855 – 1922) – книжовник и дипломат
- Велко Королеев (1798 – 1903) – просветен деец, книгоиздател[14]
- Георги Баиров, македоно-одрински опълченец, 33-годишен, фотограф, V клас, 2 рота на Лозенградската партизанска дружина, носител на сребърен медал „За заслуга“[15]
- Георги Брадистилов, професор (1904 – 1977) – математик
- Георги Гешанов (1872 – 1907), революционер от ВМОРО
- Георги Дамянов, революционер от ВМОРО, четник на Петър Ангелов[16]
- Георги Кукурешков (1867 – ?) – военен, полковник
- Георги Шопов (1880 – 1932) – толстоист, отказал военна служба, кореспондирал с Лев Толстой
- Дамаскин Велешки (Димитър Дипчев) (1817 – 1878) – духовник, първи екзархийски Велешки митрополит
- Делчо Илчев (1885 – 1925) – ентомолог
- Делчо Лулчев (1935 – 1985) – строителен инженер
- Дончо Чупаринов (1894 – 1925) – революционер, деец на ВМРО
- Емануил Джуджев (1835 – 1908) – учител, общественик, революционер и духовник
- Захари Кръст. Налбатов, революционер от ВМОРО, четник на Пеню Шиваров[17]
- Захари Т. Захариев, революционер от ВМОРО, четник на Никола Иванов[18]
- Иван Варадинов (1887 – ?), революционер от ВМОРО, четник на Пандо Сидов[19]
- Иван Делибашов, революционер от ВМОРО, четник при Мише Развигоров[20]
- Иван Делчев (? - 4 октомври 1914, Кетеново), български революционер, четник на Кръсто Лазаров в 1914 година[21][22]
- Илия Георгиев, революционер от ВМОРО, четник на Георги Сугарев[23]
- Иван Карпаров (? - 1925), български революционер, деец на ВМРО[24]
- Йончо Берберов (1873 – 1953) – военен, предприемач
- Епископ Кирил Йончев бъл. Илия Манчов Йончев, Кирил Йончев, рус. Кирилл Йончев, англ. Archbishop Kyril) (1920 – 2007) – Питсбъргски архиепископ, завеждащ българските православни общини към Православната Църква в Америка[25]
- Кирил Петров Перфанов (1890 – 1979) – режисьор и сценарист на документални филми, актьор[26]
- Крайчо Самоходов – знаменосец на четата на Бенковски
- Лука Иванов (1867 – 1906) – военен и революционер, воденски войвода на ВМОРО
- Лъчезар Димитров Цоцорков (1945 – 2017) – индустриалец, родолюбец и филантроп
- Марин Дринов (1838 – 1906) – възрожденски учен и държавник, пръв председател на Българското книжовно дружество (БАН)
- Нешо Бончев (1839 – 1878) – възрожденец, първият български литературен критик, педагог
- Никола Кръстев, български революционер, четник на Стефан Алабаков в 1915 година[27]
- Никола Райков Белопитов (1901 – 1972) – български инженер, изобретател и стопански деятел
- Орчо войвода (1829 – 1911) – стотник от Априлското въстание
- Павел Бобеков (1852 – 1877) – председател на Привременното правителство и хилядник по време на Априлското въстание
- Павел Делирадев (1879 – 1957) – революционер от ВМОРО
- Пандели Бозаджиев (р. 1945) – офицер от Държавна сигурност
- Параскева Джукелова (1970 – ) – драматична и филмова актриса
- Петко Койчев (1888 – 1907) – революционер, деец на ВМОРО, загинал в Битката на Ножот
- Петър Карапетров (1843 – 1905) – възрожденец, книгоиздател и историк
- Петър Петрин, български революционер от ВМОРО, четник на Иван Наумов Алябака[28]
- Райна Княгиня (1856 – 1917) – учителка и революционерка
- Сава Радулов (1817 – 1887) – възрожденски просветен деец и духовник
- Стефан Атанасов, български революционер от ВМОРО, четник на Васил Пачаджиев[29]
- Стоичко Ангелов (1888 – ?), революционер от ВМОРО, четник на Никола Досев[30]
- Стою Брадистилов (1863 – 1930) – военен деец, генерал-лейтенант
- Стоян Цветков, професор (1930 – 2007) – селекционер на зърнено-житни култури
- Тодор Бистреков, революционер от ВМОРО, четник на Никола Иванов[18]
- Янко Павлов (1888 – 1974) – скулптор

## Паметници на личности
- Паметник на Райна Княгиня
- Паметник на Павел Бобеков
- Паметник на Орчо войвода

## Кухня
В Панагюрище е известна следната рецепта, която се предлага по заведенията из цяла България като под наименованието „яйца по панагюрски“: 3 яйца се счупват в подходящ съд с вряща, подсолена вода. Изваждат се след 5 мин. с решетеста лъжица, така че жълтъците да не се разтекат. В плитка чиния се слага начупено бяло сирене, върху което се нареждат яйцата. Полива се обилно с препържено масло и червен пипер.